# در سخت‌ترین زندان‌های جهان
در سخت‌ترین زندان‌های جهان یک مجموعه مستند تلویزیونی است که توسط امپوریوم پروداکشنز مستقر در لندن تولید شده و در شبکهٔ نتفلیکس موجود است. این مستند زندگی در ۱۹ زندان در سرتاسر جهان را بیشتر از منظر زندانیان نشان می‌دهد؛ اما همچنین شامل نگاه نگهبانان زندان و سایرین که با سیستم زندان در تعامل هستند نیز می‌شود. فصل ۱ توسط روزنامه‌نگار ایرلندی پل کانولی میزبانی شد و در ابتدا از کانال ۵ (بریتانیا) پخش شد. از فصل دوم، سریال توسط نتفلیکس سفارش داده شد و مجری آن رافائل رو، روزنامه‌نگار بریتانیایی بود که خود به دلیل جنایتی که در نهایت از آن تبرئه شد، ۱۲ سال از عمر خویش را در زندان سپری کرده بود. فصل ششم این سریال در ۲۸ سپتامبر ۲۰۲۲ منتشر شد.